# صخرة الأحفور
صخرة الأحفور، هي عبارة عن نتوء من الحجر الجيري في صحراء الشارقة في دولة الإمارات العربية المتحدة. وقد كانت قاعاً بحرياً منذ 70 مليون عام تقريباً، وهي إحدى المعالم الطبيعية المميزة في منطقة مليحة.

## موقع الصخرة

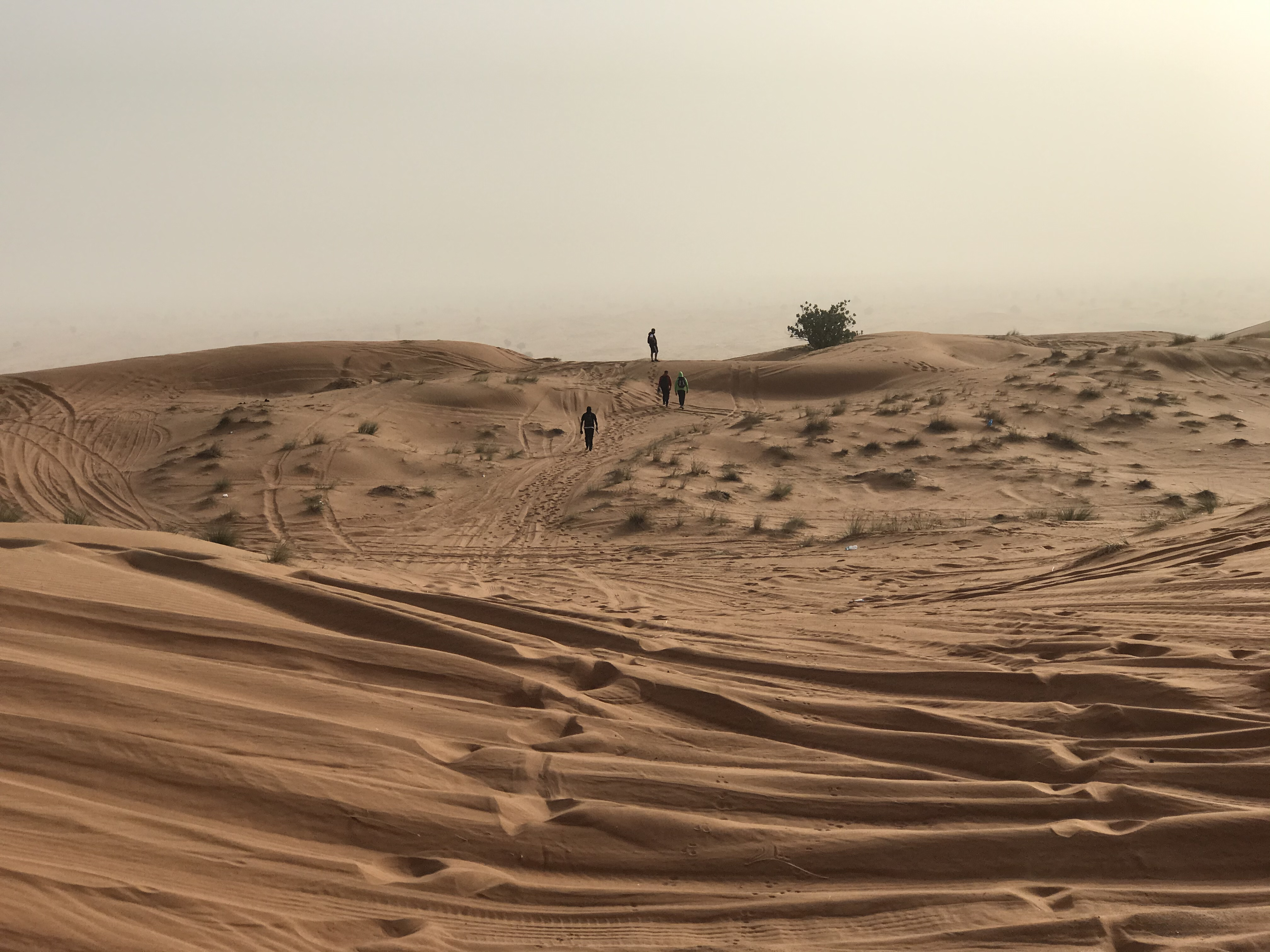
صحراء مليحة

تقع صخرة الأحفور بين إثنين من المعالم الجيولوجية البارزة الأخرى – جبل مليحة وصخرة الجمل في صحراء الشارقة. يجب استخدام سيارة الدفع الرباعي للوصول إليها. وتعد صخرة الأحفور تشكيلاً طبيعياً بين الكثبان الرملية. كما يقدم الموقع دليلاً على أن المنطقة كانت في يوم من الأيام قاعاً بحرياً منذ حوالي 70 مليون عام ويؤكد ذلك البقايا البحرية القديمة، والتي عثرعليها على المنحدرات.

## السياحة
تعتبر صخرة الأحفور موقع صحراوي، تتم زيارته للتنزه والمشي لمسافات طويلة والقيادة بين الكثبان الرملية في سيارات الدفع الرباعي، فضلا عن البحث عن الأحافير بين الكثير من البقايا البحرية القديمة التي يمكن العثور عليها على المنحدرات.
وأثناء غروب الشمس تتشكل لوحة جميلة كنتيجة طبيعية لمزج الجبال مع الصحراء
وقد تم تحويل المنطقة المحيطة بصخرة الأحفور إلى محمية طبيعية للمها العربي والغزال والغزلان الجبلية، في حين من المقرر أن يفتتح نزل صخرة الأحفور في المليحة قريبا.